# Microxina phakellioides
Microxina phakellioides är en svampdjursart som först beskrevs av James Barrie Kirkpatrick 1907.  Microxina phakellioides ingår i släktet Microxina och familjen Niphatidae. Inga underarter finns listade i Catalogue of Life.